# فندق شيلبورن
يعدّ فندق شيلبورن أحد الفنادق الشهيرة ويقع في مبنى تاريخي في الجانب الشمالي من منتزه سانت ستيفنز غرين، في دبلن، أيرلندا. وتديره حالياً شركة ماريوت العالمية، حيث يضم الفندق ما مجموعه 265 غرفة وقد أُعيد افتتاحه في آذار/ مارس عام 2007 بعد أن خضع لعملية تجديد استغرقت ثمانية عشر شهراً.
قام جون مكوردي بتصميم الفندق واستوديو ممثلي إم. إم باربيزيه من باريس والتماثيل الخارجية الأربعة وهي: الأميرتان النوبيتان وجاريتيهما المكبلتان بالأصفاد.

## لمحة تاريخية

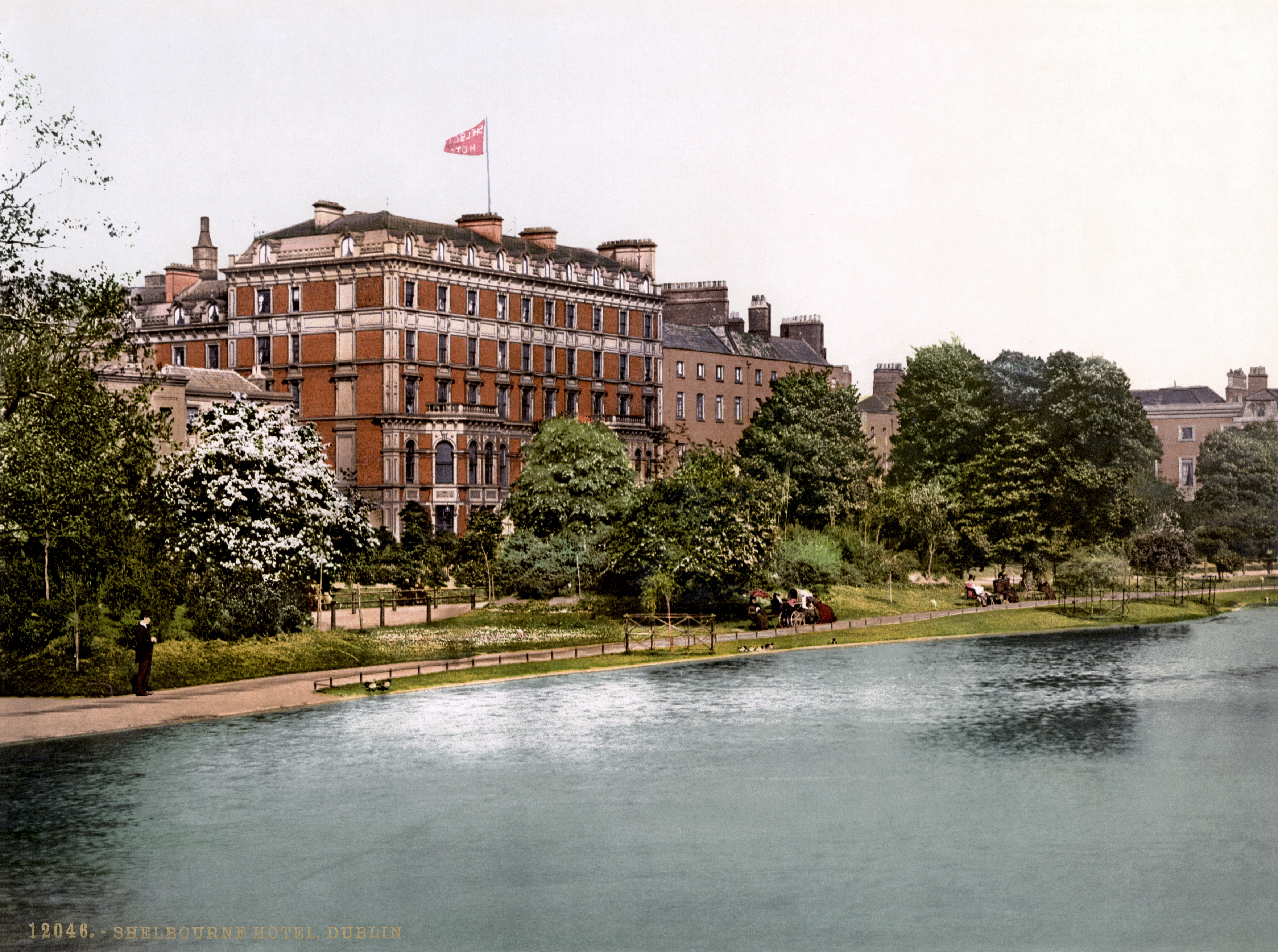
فندق شيلبورن، دبلن، شركة دبلن، أيرلندا

تأسس فندق شيلبورن في عام 1824 من قبل مارتن بيرك، وهو أحد مواطني تيبرري، عندما تملّك ثلاثة منازل صغيرة متجاورة تطل على منتزه سانت ستيفن غرين في دبلن - وهو أكبر ساحة حدائقية في أوروبا. أطلق بورك على فندقه الكبير الجديد اسم شيلبورن، نسبةً إلى وليام بيتي، الإيرل الثاني لشلبورن.
وفي أوائل تسعينيات القرن الماضي عمل ألويس هتلر الابن، وهو الأخ غير الشقيق لأدولف هتلر، في الفندق أثناء تواجده في دبلن.
ثم تم احتلال الفندق من قبل 40 قوة بريطانية بقيادة نقيب يدعى أندروز خلال ثورة عيد الفصح عام 1916. وقد كان هدفهم مواجهة جيش المواطنين الأيرلنديين والقوات المتطوعة بقيادة مايكل مالين.
وفي عام 1922 تم وضع مشروع للدستور الأيرلندي في الغرفة 112 التي تعرف الآن باسم غرفة الدستور.